# Monsieur Periné
Monsieur Periné — колумбійський музичний гурт, заснований 2007 року в місті Богота. Стиль групи поєднує такі жанри, як джаз, поп і свінг. До складу групи входили вокалістка Каталіна Гарсія (Catalina Garcia), басист Девід Гонсалес (David González); гітарист Ніколя Хунка (Nicolás Junca) та інші.
Гурт отримав премію Латиноамериканське Греммі (2015).

## Дискографія
- Hecho a Mano
- Caja de Música